# TianQin
Ne doit pas être confondu avec Tian Qin.
TianQin (chinois : 天琴计划, Tiān qin jìhuà, « programme Tianqin ») est un projet d'observatoire spatial d'ondes gravitationnelles qui prévoit la mise en orbite terrestre de trois véhicules spatiaux. Porté par l'Université Sun Yat-sen, la date de lancement des véhicules est initialement prévue entre 2025 et 2030,,,. Plusieurs missions tests sont prévues, avec notamment le lancement du satellite de test TianQin-1 en décembre 2019, depuis la base de lancement de Taïyuan. Celui-ci dépasse ses objectifs prévus en termes de sensibilité et de contrôle du satellite,.